# Bezdružice
Bezdružice (deutsch Weseritz) ist eine Stadt mit 915 Einwohnern (Stand: 1. Januar 2023)  im Okres Tachov in Tschechien.

## Geographische Lage

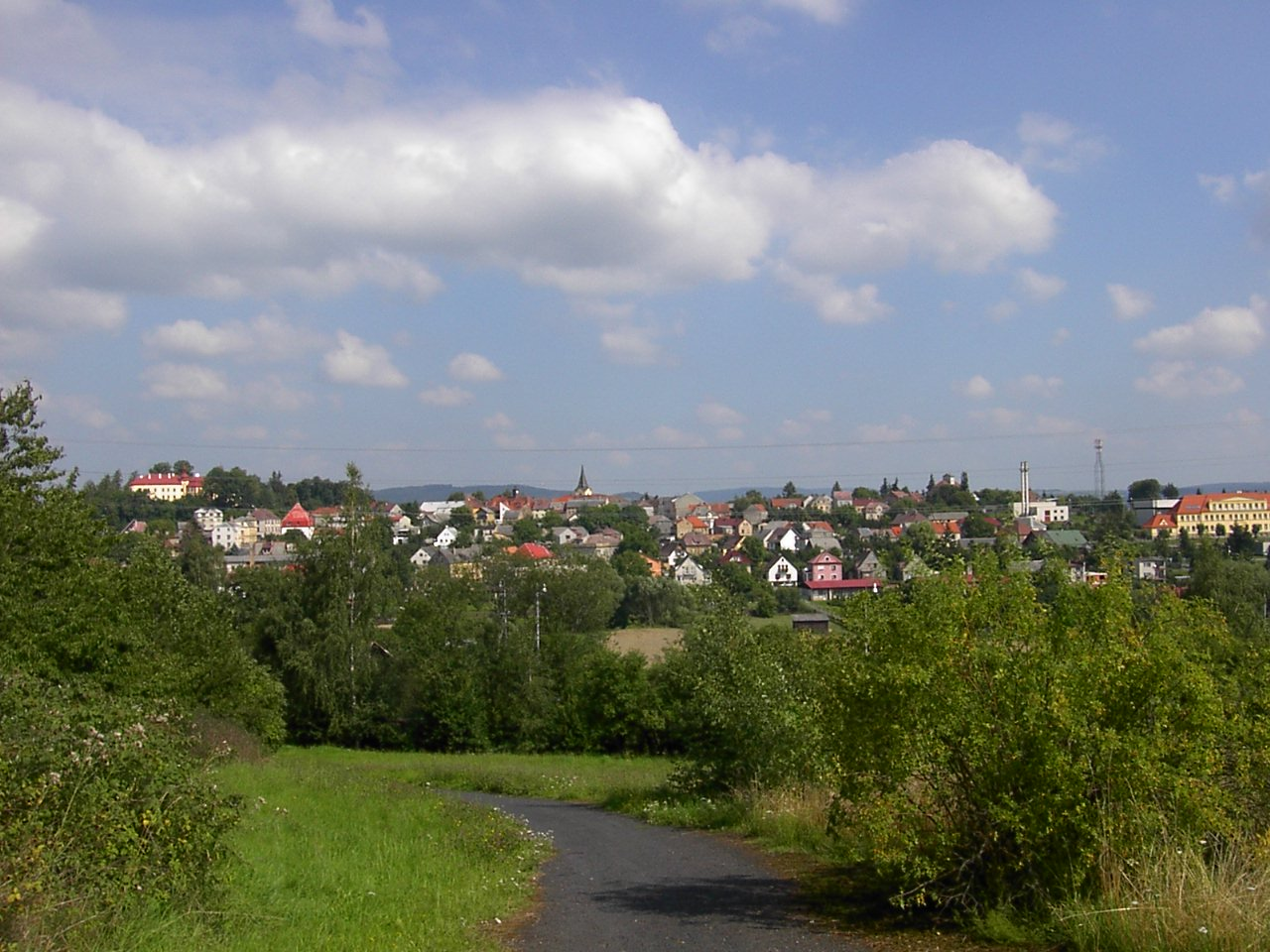
Ortspanorama mit dem Neumarkter Bach im Vordergrund

Die Kleinstadt liegt in Westböhmen, drei Kilometer nördlich vom Kurort Konstantinovy Lázně (Konstantinsbad). Gegen Osten liegt das Tal des Úterský potok (Neumarkter Bach). Südlich befindet sich die ausgedehnte Burgruine Schwamberg (auch Schwamberg), nordöstlich liegt die Stadt Úterý (Neumarkt).

## Geschichte

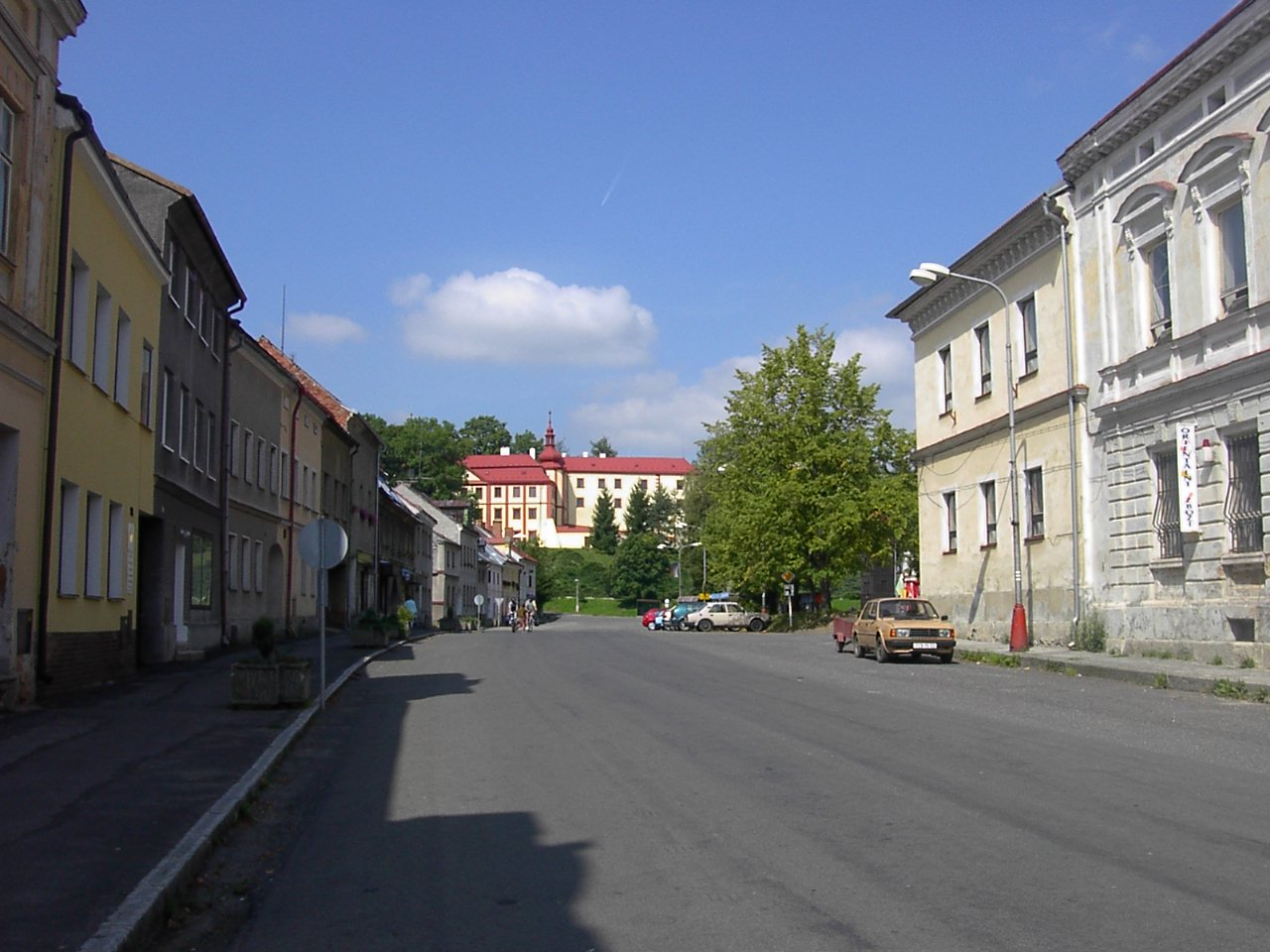
Straßenzug mit Schloss Weseritz im Hintergrund

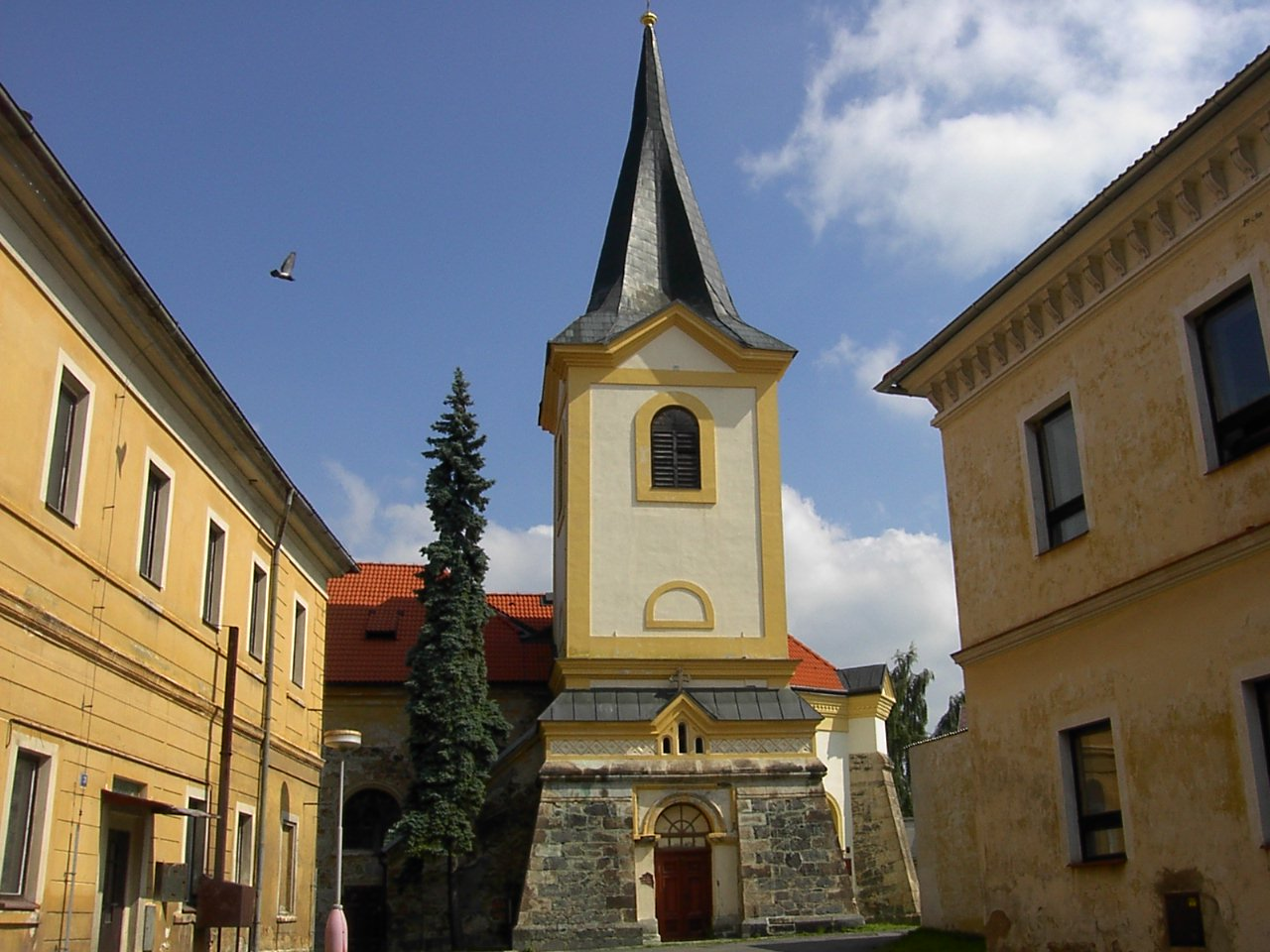
Kirche zu Mariä Himmelfahrt

Die erste Erwähnung von Weseritz stammt aus dem Jahre 1227. Die Kleinstadt lag im Siedlungsgebiet der Choden und war im Besitz der Adelsfamilien von Kolowrat, Schwanberg und Löwenstein-Wertheim-Rosenberg. Die Burg Bezdružice soll im 13. Jahrhundert als gotische Befestigungsanlage errichtet worden sein. In Weseritz wirkte der böhmische Gelehrte und Humanist Christoph Harant Freiherr von Polschitz und Weseritz. Beim Durchzug der Schweden wurde die Stadt 1646 fast vollständig zerstört. Im 18. Jahrhundert ließen die Löwenstein an Stelle der alten Burg das heutige barocke Schloss errichten. Weseritz war früher Amtsort der gleichnamigen Herrschaft, welches zur Pfarrei Tschelief gehörte. 1838 zählte der Marktflecken 121 Häuser mit 940 Einwohnern, darunter 23 jüdischen Familien, eine Maria Himmelfahrt geweihte Expositurkirche, eine Schule, ein 1772 erbautes Schloss mit einem Ziergarten, ein altes Rathaus, ein Meierhof, eine Schäferei, ein nicht mehr benutztes altes Brauhaus, ein Spital, eine 1812 auf herrschaftlichem Grund errichtete Synagoge. Die Expositur erhielt 1813 einen vom Pfarrer von Tschelief eingesetzten Kaplan. 1901 erhielt die Stadt durch die Lokalbahn Neuhof–Weseritz einen Eisenbahnanschluss.
Nach dem Ersten Weltkrieg wurde Weseritz 1919 Teil der neu geschaffenen Tschechoslowakei. Aufgrund des Münchner Abkommens kam die Stadt 1938 zum Deutschen Reich und gehörte bis 1945 zum Landkreis Tepl, Regierungsbezirk Eger, im Reichsgau Sudetenland.
Nach dem Zweiten Weltkrieg wurde der Großteil der deutschsprachigen Einwohner durch die Beneš-Dekrete enteignet und vertrieben. Infolge des enormen Bevölkerungsverlustes verlor Bezdružice das Stadtrecht. Seit Oktober 2006 ist Bezdružice wieder eine Stadt.

### Demographie
| Jahr | Einwohner | Anmerkungen                                    |
| ---- | --------- | ---------------------------------------------- |
| 1785 | 0 k. A.   | 72 Häuser                                      |
| 1830 | 0898      | in 116 Häusern                                 |
| 1832 | 0900      | in 120 Häusern                                 |
| 1837 | 0940      | in 121 Häusern, darunter 23 Israelitenfamilien |
| 1900 | 1025      | deutsche Einwohner                             |
| 1921 | 1025      | davon 992 deutsche Einwohner                   |
| 1938 | 1640      | in 225 Häusern, darunter etwa 160 Tschechen    |

| Jahr      | 2006 | 2017 1 | 2018 1 |
| --------- | ---- | ------ | ------ |
| Einwohner | 981  | 902    | 938    |

## Gemeindegliederung
Die Stadt Bezdružice besteht aus den Ortsteilen Bezdružice (Weseritz), Dolní Polžice (Polschitz), Horní Polžice (Harlosee), Kamýk (Kamiegl), Kohoutov (Kahudowa), Křivce (Krips), Pačín (Patzin), Řešín (Rössin) und Zhořec (Hurz). Grundsiedlungseinheiten sind Bezdružice, Dolní Polžice, Horní Polžice, Kohoutov, Křivce, Pačín, Řešín und Zhořec.
Das Gemeindegebiet gliedert sich in die Katastralbezirke Bezdružice, Kohoutov u Bezdružic, Křivce, Polžice u Bezdružic, Řešín und Zhořec u Bezdružic.

## Verkehr
Bezdružice ist Endpunkt der Bahnstrecke Pňovany–Bezdružice. Auf dem Straßenweg ist Bezdružice, das abseits der Hauptstraßen liegt, über Straßen III. Klasse erreichbar. Die Straße I. Klasse 20 liegt etwa 12 km östlich von Bezdružice.
Bezdružice verfügt über einen kleinen Flugplatz (ICAO-Code CZ-0051), der der Sportfliegerei dient.

## Sehenswürdigkeiten
- Synagoge und Jüdischer Friedhof

## Söhne und Töchter der Stadt
- Christoph Harant von Polschitz und Weseritz (1564–1621), Humanist, Komponist, Schriftsteller und Orientreisender
- Louis Weinert-Wilton (1875–1945), Schriftsteller
- Alois Beutel (1900–1967), deutscher Röntgenologe und Hochschullehrer
- Erhard Fischer (1930–2016), Architekt
- Johannes Zeschick OSB (1932–2013), Benediktiner und Abt des Klosters Rohr

## Ehrenbürger
- Gilbert Helmer O.Praem. (1864–1944), Abt des Stifts Tepl (Klášter Teplá) von 1900 bis 1944